# Said Benkarit
Saïd Benkarit (Essen, 1995. január 12. –) német utánpótlás-válogatott labdarúgó, jelenleg a Hamburger SV II játékosa. A 2012-es U17-es labdarúgó-Európa-bajnokságon részvevő német U17-es labdarúgó válogatott tagja volt.

## Statisztika
2015. május 13. szerint.
| Klub információ          | Klub információ          | Klub információ          | Bajnokság | Bajnokság | Kupa      | Kupa      | UEFA  | UEFA | Összesen | Összesen |
| Szezon                   | Klub                     | Bajnokság                | Mérk.     | Gól       | Mérk.     | Gól       | Mérk. | Gól  | Mérk.    | Gól      |
| Németország              | Németország              | Németország              | Bajnokság | Bajnokság | DFB-Pokal | DFB-Pokal | UEFA  | UEFA | Összesen | Összesen |
| ------------------------ | ------------------------ | ------------------------ | --------- | --------- | --------- | --------- | ----- | ---- | -------- | -------- |
| 2014–15                  | Hamburger SV II          | Regionalliga Nord        | 7         | 2         | 0         | 0         | —     | —    | 7        | 2        |
| Összesen Hamburger SV II | Összesen Hamburger SV II | Összesen Hamburger SV II | 7         | 2         | 0         | 0         | 0     | 0    | 7        | 2        |
| Karrier teljesítménye    | Karrier teljesítménye    | Karrier teljesítménye    | 7         | 2         | 0         | 0         | 0     | 0    | 7        | 2        |

## Sikerei, díjai
- Németország U17
  - U17-es labdarúgó-Európa-bajnokság ezüstérmes: 2012